# ديفن جيبسون
ديفن جيبسون (بالإنجليزية: Devin Gibson)‏ هو شخصية أعمال ومنتج أفلام أمريكي، ولد في 21 أبريل 1987 في كوينز في الولايات المتحدة.

## وصلات خارجية
- الموقع الرسمي
- ديفن جيبسون على موقع IMDb (الإنجليزية)